# Chelsea Marie
Chelsea Marie (West Palm Beach, Floride, née le 16 mai 1991) est une actrice pornographique trans américaine.

## Biographie
Chelsea Marie est née à West Palm Beach (Floride) le 16 mai 1991. Elle a fait ses débuts dans l'industrie du porno en 2012, à 21 ans.
En 2017, elle a commencé à être reconnue dans les cercles professionnels du secteur et a reçu ses deux premières nominations importantes aux AVN Awards et aux XBIZ Awards en tant qu'Actrice transsexuelle de l'année,,.

## Récompenses
| Année | Cérémonie                  | Résultat | Catégorie                            | Film                                         |
| ----- | -------------------------- | -------- | ------------------------------------ | -------------------------------------------- |
| 2013  | Tranny Awards              | Nommée   | Best Hardcore Perfomer               |                                              |
| 2013  | Tranny Awards              | Lauréate | Best Alternative Model               |                                              |
| 2015  | Transgender Erotica Awards | Nommée   | Best Solo Performer                  |                                              |
| 2015  | Transgender Erotica Awards | Lauréate | Ms. Unique                           |                                              |
| 2016  | AVN Award                  | Nommée   | Favorite Trans Performer (Fan Award) |                                              |
| 2017  | AVN Award                  | Nommée   | Actrice transsexuelle de l'année     |                                              |
| 2017  | Transgender Erotica Awards | Nommée   | Best Hardcore Model                  |                                              |
| 2017  | XBIZ Award                 | Nommée   | Actrice transsexuelle de l'année     |                                              |
| 2018  | AVN Award                  | Nommée   | Favorite Trans Performer (Fan Award) |                                              |
| 2018  | Transgender Erotica Awards | Nommée   | Best Hardcore Model                  |                                              |
| 2018  | Transgender Erotica Awards | Nommée   | Best Scene                           | Real Fucking Girls 2 (avec Jelena Vermilion) |
| 2019  | Transgender Erotica Awards | Nommée   | Best Hardcore Model                  |                                              |
| 2019  | Transgender Erotica Awards | Nommée   | Best Girl/Girl Scene                 | If I Win, I Get to Fuck You (avec Nyxi Leon) |
| 2019  | Transgender Erotica Awards | Nommée   | Best Girl/Girl Scene                 | Trans-Visions 13 (avec Adriana Chechik)      |
| 2020  | AVN Award                  | Nommée   | Actrice transsexuelle de l'année     |                                              |
| 2020  | XBIZ Award                 | Nommée   | Actrice transsexuelle de l'année     |                                              |